# Valérie Portmann
Valérie Portmann (* 1958 in Zürich) ist eine Schweizer Pianistin und Jazzmanagerin. Sie leitet den Studienbereich Jazz an der Hochschule der Künste Bern.
Portmann studierte in Zürich Musik mit Hauptfach Klavier bei Sava Savoff (Abschluss 1981); weiterbildend studierte sie bis 1983 an der Swiss Jazz School. Anschließend war sie als Musikpädagogin an der Kantonsschule Rämibühl in Zürich tätig. Seit 1995 übernahm sie verstärkt Managementtätigkeiten im Kulturbereich. Ab 1994 war sie im Zürcher Jazzclub Moods organisatorisch tätig, den sie im Jahr 2000 als Intendantin leitete. Für die Schweizer Landesausstellung Expo.02 war sie Projektchefin für den Bereich Jazz, aber auch Bühnenchefin. Anschliessend machte sie eine Ausbildung zur Medienfrau und war als Redakteurin beim DRS in der Hörspielabteilung tätig. Daneben trat sie weiterhin als klassische Konzertpianistin auf.
Seit 1. September 2006 ist sie die Leiterin der Studienbereiche Jazz an der Hochschule der Künste Bern. Deren von ihr veranlasste Neuausrichtung wird von früheren Leitern der Swiss Jazz School öffentlich kritisiert.
Portmann war mit dem Saxophonisten Urs Blöchlinger verheiratet.